# Letiště Letňany
Letiště Letňany (ICAO: LKLT) je veřejné vnitrostátní a neveřejné mezinárodní letiště v Praze. Leží 7 km severovýchodně od centra města v katastrálním území čtvrtě Letňany, přičemž menší část areálu zasahuje také do katastrálního území čtvrtě Kbely. Má dvě travnaté vzletové a přistávací dráhy. Provozovatelem letiště je soukromá společnost Letiště Praha Letňany. Využíváno je pro všeobecné letectví.
Letiště patří k nejstarším v Česku, vzniklo v roce 1923 a v jeho blízkosti se nacházely závody leteckých výrobců Letov, Aero a Praga. V letech 2005–2023 byla letištní plocha kvůli výskytu sysla obecného chráněna jako národní přírodní památka Letiště Letňany a zároveň jako evropsky významná lokalita Praha-Letňany. Od roku 2015 je jihozápadní část areálu letiště využívána pro konání velkých venkovních koncertů.

## Historie
Letňanské letiště bylo založeno v roce 1923 spolu s přesunem státní továrny na vojenská letadla Letov z nedalekého vojenského letiště Kbely. Od roku 1927 zde přibyl Vojenský letecký ústav studijní a letiště se stalo centrem leteckého výzkumu Československa, ale i mnoha dalších evropských zemí. Probíhaly zde zkoušky všech nových československých letadel, ale své první lety zde podstupovala i letadla ze zemí jako Turecko.
Postupně přibývali i další výrobci, v roce 1931 se rovněž z Kbel přestěhovala továrna na letadla Aero a jako poslední přišla Praga, letecká divize koncernu ČKD. V Letňanech se tak soustředily tři ze sedmi československých leteckých továren. V nedalekých Čakovicích navíc svá letadla stavěla Avia, součást koncernu Škoda, a v blízkých Kbelích se nacházelo nejvýznamnější vojenské i civilní letiště v zemi (až do vzniku letiště Ruzyně).
Všeobecný úpadek přišel po komunistickém převratu v roce 1948. Jako první skončila s leteckou výrobou ČKD, továrna Aero přestěhovala hlavní těžiště své činnosti do nové továrny ve Vodochodech a spolu s tím skončil i samostatný vývoj a výroba celých letounů v Letovu, který se již jmenoval Rudý Letov. V 60. letech 20. století byla ukončena výroba letadel v čakovické Avii a spolu s tím bylo zrušeno i tamní letiště. Jediným, kdo v Letňanech zůstal, byl Výzkumný a zkušební letecký ústav; nově však přišli sportovní letci ze Svazarmu. Velkou ránu dostalo letiště v závěru šedesátých let, kdy byla v souvislosti s výstavbou sídliště Prosek výrazně zkrácena vzletová a přistávací dráha a změněna její osa, což se dlouho projevovalo nepříjemnými terénními nerovnostmi na zdejších vzletových a přistávacích drahách. V té době se také poprvé veřejně mluvilo o brzkém zániku letiště.
V osmdesátých letech pak určitou naději na obnovení zašlé slávy vzbudil přechod vlastnictví letiště na státní podnik ČKD, který chtěl po vzoru plzeňské Škody a Vítkovických železáren zřídit vlastní podnikovou leteckou dopravu. Tyto plány ale ukončila sametová revoluce v roce 1989. Do té doby letiště stále méně využíval Výzkumný a zkušební letecký ústav, naopak přibývalo provozu sportovních letadel.
V polovině devadesátých let, po krachu tzv. bankovního socialismu a krachu celého holdingu ČKD, hrozilo, že ve víru nových majetkových přesunů zanikne i letiště v Letňanech. V závěru roku 2007 letiště získal nový majitel, britská investiční společnost Sky Invest Technology, jejíž dceřiná společnost převzala v roce 2010 i provozování letiště. Nový majitel začal letiště opravovat a modernizovat. Bylo opraveno poškozené oplocení, zrekonstruována požární nádrž a rekonstrukcí prošla také vzletová a přistávací dráha 05L/23R, postavena byla nová řídicí věž.

## Popis
V provozu jsou dvě paralelní travnaté vzletové a přistávací dráhy a plocha pro vrtulníky. Letiště kromě svého primárního účelu (provozu letadel všeobecného letectví) umožňuje i další využití. V provozu jsou zde letecké školy a nachází se zde modelářské letiště.

## Přístup
Poblíž letiště se jihozápadním směrem nachází přestupní terminál veřejné dopravy se stanicí metra Letňany.

## Jiné využití

### Ochrana přírody
Z důvodu výskytu chráněného sysla obecného byla travnatá letištní plocha v roce 2005 prohlášena národní přírodní památkou Letiště Letňany a zároveň evropsky významnou lokalitou Praha-Letňany. Počet syslů však začal po roce 2010 výrazně klesat a obě chráněná území byla v roce 2023 zrušena.

### Muzeum
V areálu Stará Aerovka je v historických hangárech letňanského letiště V a VI umístěna detašovaná expozice Leteckého muzea Kbely.

### Koncerty

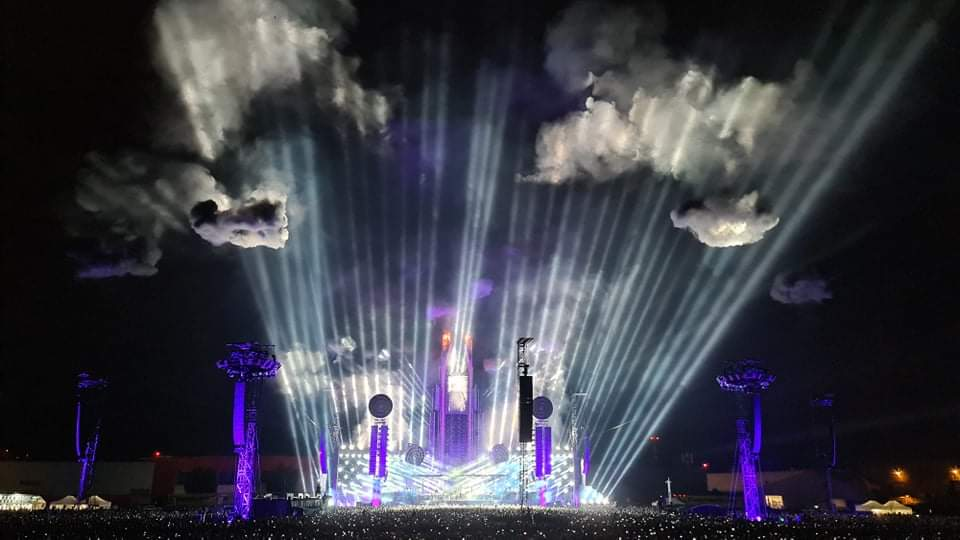
Skupina Rammstein na letňanském letišti (2022)

Od roku 2015 je jihozápadní část plochy letiště využívána také pro koncertní akce. Jako první interpret zde vystoupila skupina Kabát. Mezi zahraniční interprety, kteří zde vystoupili, byli např. The Rolling Stones, AC/DC, Metallica, Iron Maiden nebo Rammstein.
| Datum             | Interpret               | Koncertní turné                              | Počet diváků |
| ----------------- | ----------------------- | -------------------------------------------- | ------------ |
| 23. května 2015   | Kabát                   | Open Air Turné 2015                          | 25 000       |
| 12. září 2015     | Daniel Landa            | Velekoncert                                  | 40 000       |
| 22. května 2016   | AC/DC                   | Rock or Bust World Tour                      | 60 000       |
| 11. června 2017   | Linkin Park             | One More Light World Tour/Aerodrome Festival |              |
| 4. července 2017  | Guns N' Roses           | Not In This Lifetime... Tour                 | 50 000       |
| 19. července 2017 | Robbie Williams         | The Heavy Entertainment Show Tour            | 30 000       |
| 13. června 2018   | Ozzy Osbourne           | No More Tours II/Prague Rocks                | 35 000       |
| 20. června 2018   | Iron Maiden             | Legacy of the Beast World Tour               | 30 000       |
| 4. července 2018  | The Rolling Stones      | No Filter Tour                               | 65 000       |
| 26. května 2019   | Muse                    | Simulation Theory World Tour                 |              |
| 7. července 2019  | Ed Sheeran              | Divide World Tour                            | 80 000       |
| 8. července 2019  | Ed Sheeran              | Divide World Tour                            | 70 000       |
| 18. srpna 2019    | Metallica               | Worldwired Tour                              | 70 000       |
| 15. května 2022   | Rammstein               | Rammstein Stadium Tour                       | 110 000      |
| 16. května 2022   | Rammstein               | Rammstein Stadium Tour                       | 110 000      |
| 5. června 2022    | Imagine Dragons         | Mercury World Tour                           | 120 000      |
| 6. června 2022    | Imagine Dragons         | Mercury World Tour                           | 120 000      |
| 18. června 2022   | Guns N' Roses           | 2020 Tour - The Were F'N Back Tour           | 35 000       |
| 22. června 2022   | Metallica               | Tour/Prague Rocks                            | 50 000       |
| 2. června 2023    | Def Leppard Mötley Crüe | The World Tour/Prague Rocks                  | 40 000       |
| 30. července 2023 | Depeche Mode            | Memento Mori Tour                            | 60 000       |
| 6. srpna 2023     | The Weeknd              | After Hours til Dawn Tour                    | 60 000       |
| 11. května 2024   | Rammstein               | Europe Stadium Tour                          | 120 000      |
| 12. května 2024   | Rammstein               | Europe Stadium Tour                          | 120 000      |
| 31. května 2025   | Iron Maiden             | Run for Your Lives World Tour                | 60 000       |
| 26. června 2025   | AC/DC                   | Power Up Tour                                | 60 000       |

## Galerie

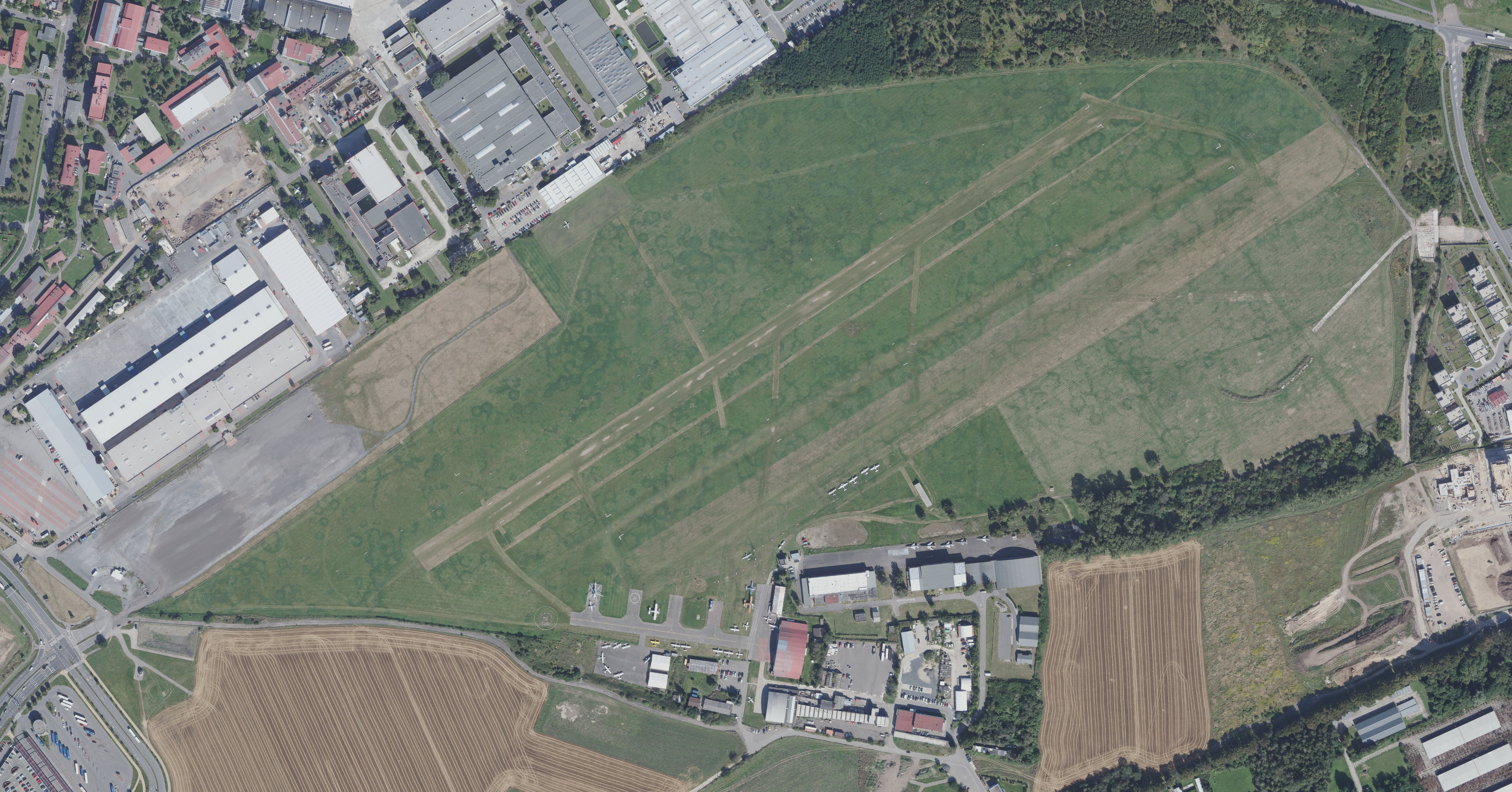
Letecký pohled na letiště Letňany
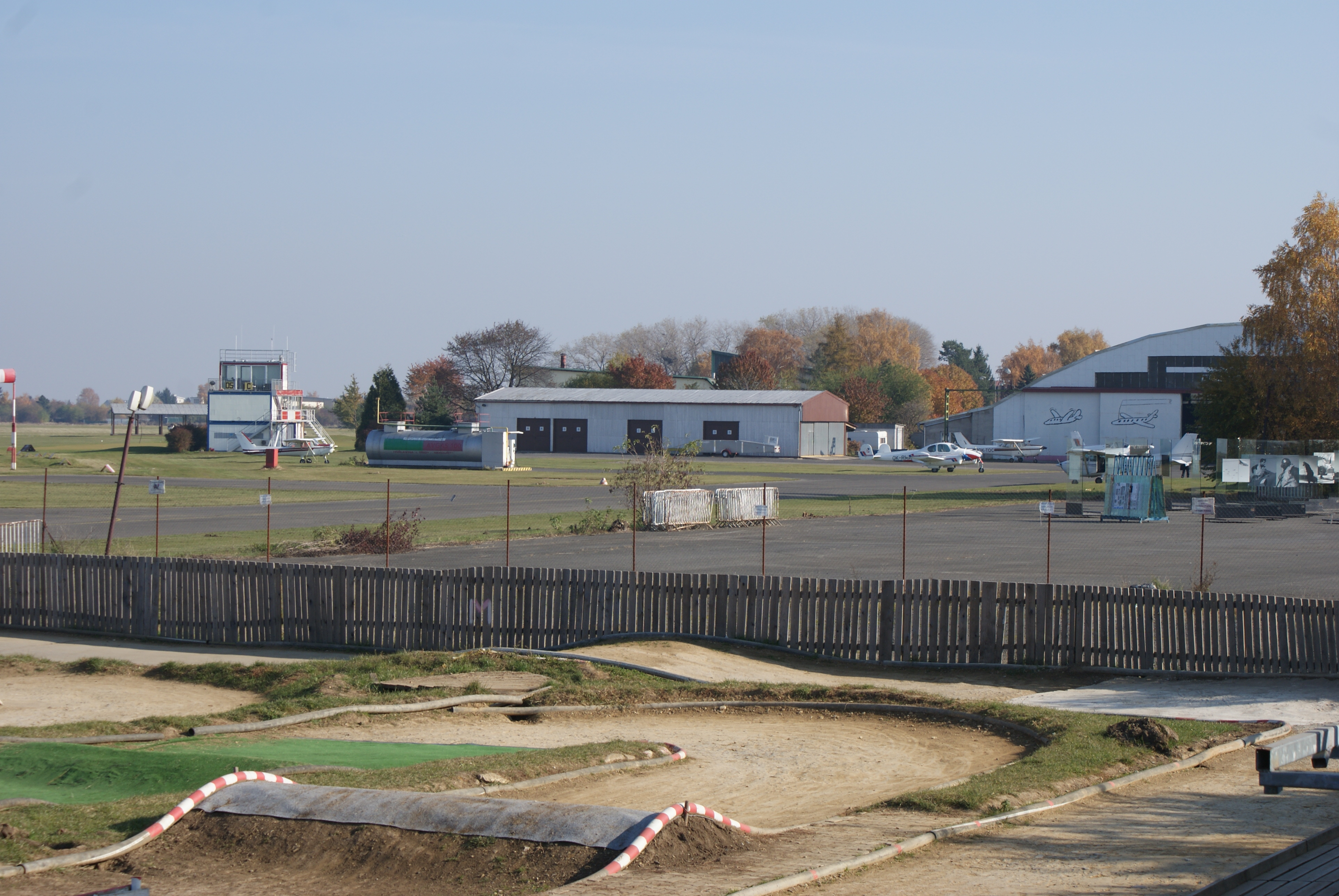
Areál letiště v roce 2010
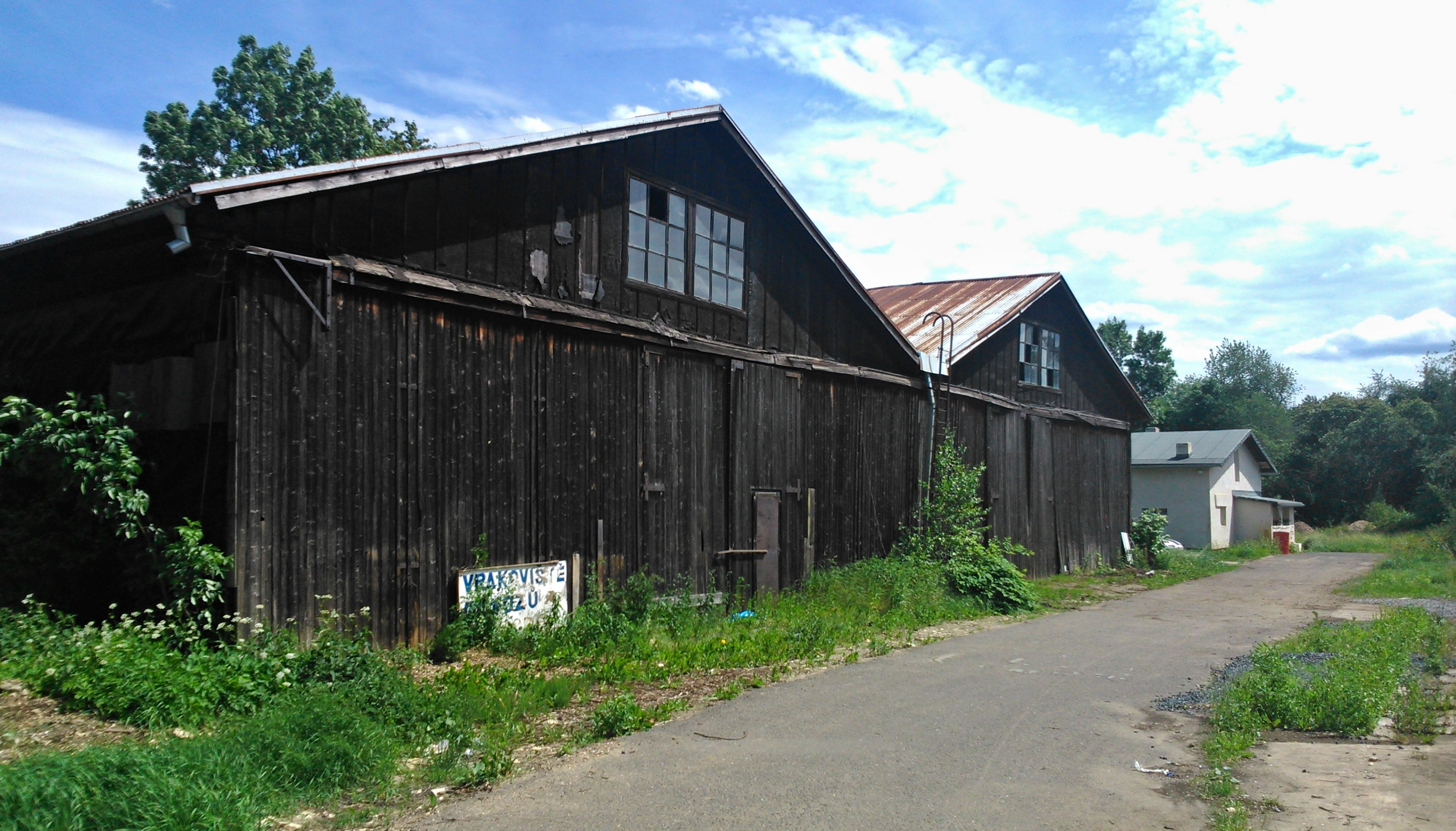
Hangár VI před rekonstrukcí
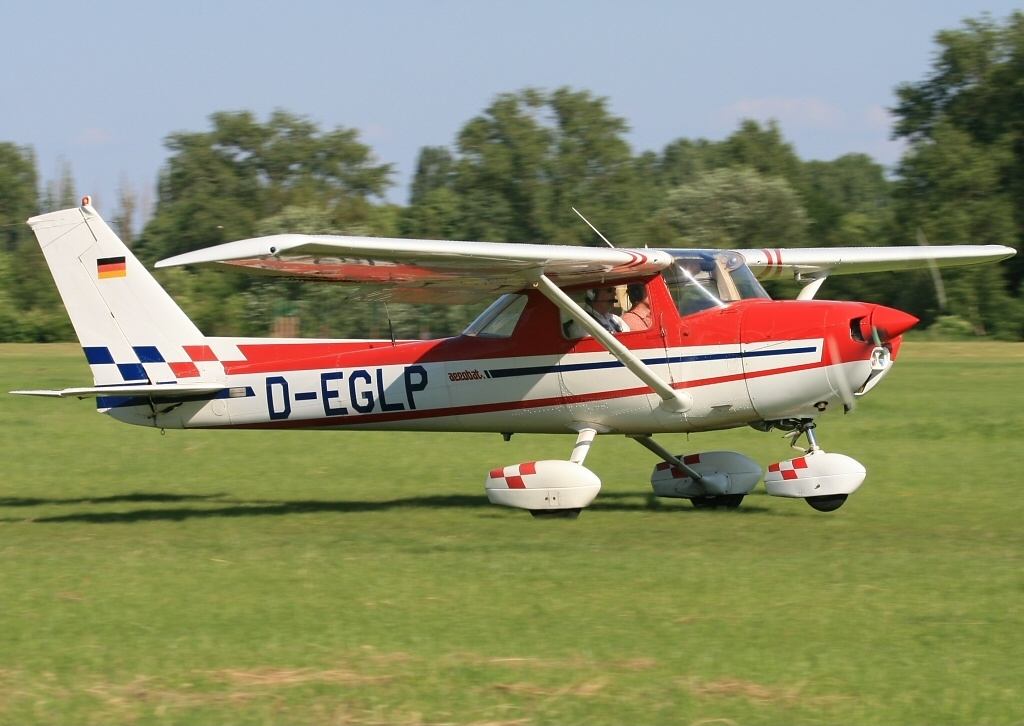
Reims F150 na letišti Letňany
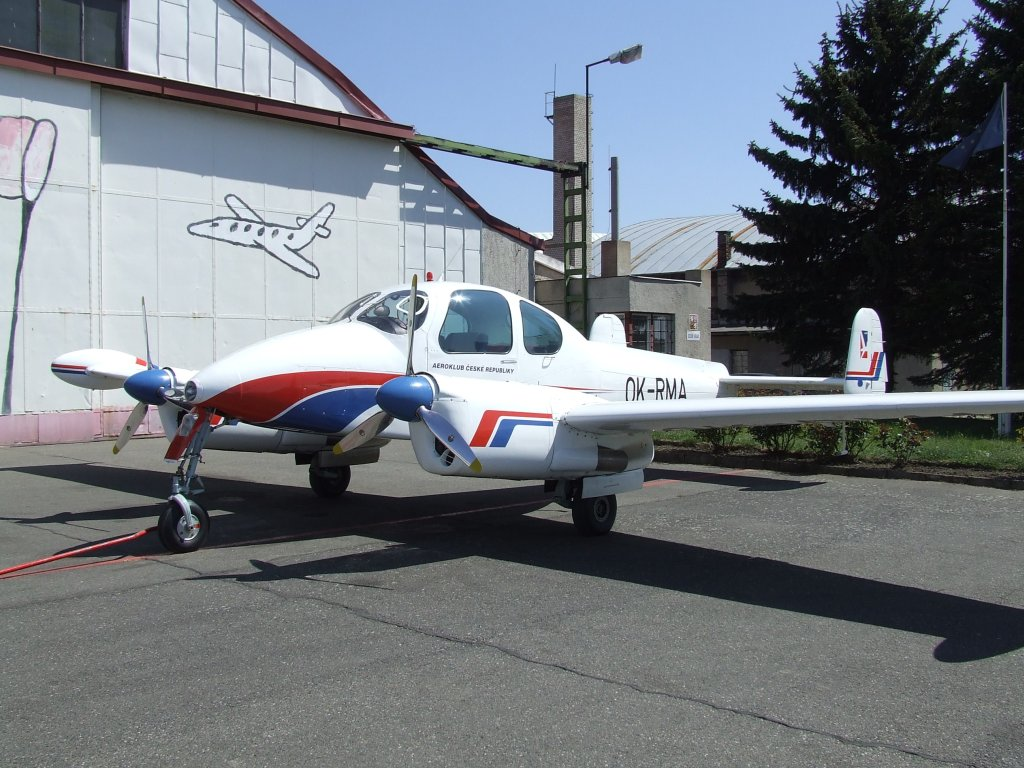
Let L-200D Morava na letišti Letňany